# Музей на Фиджи
Музеят на Фиджи се намира в гр. Сува – столицата на Фиджи.
В него се намира и най-голямата местна ботаническа градина – градината Търстън.

В музея се помещават експозиции по археология и палеонтология от преди 3700 години и реликти от Фиджи. В него има много експонати за историята, обичаите и традициите, природата и спорта на Фиджи.